# 羅斯山
罗斯山（Mont Ross）是一座层状火山，是凯尔盖朗群岛的最高峰，高达1,850（6,070英尺）。它位于主岛格朗德特尔岛的拉罗斯湾东侧的加利埃尼山块内，坐落在加利埃尼半岛的尽头。这座火山主要由粗面玄武岩构成，活跃于更新世晚期。其喷发物的年代被测定为距今200万年至10万年之间。:2

## 历史
罗斯山得名于探险家詹姆斯·克拉克·罗斯。第一位到达其峰顶的人是法国军事工程师亨利·朱尔努（Henri Journoud），他在20世纪60年代初通过搭乘直升机完成了这一壮举。然而，这座山首次被人类徒步登顶是在1975年，由让·阿法纳西耶夫和帕特里克·科迪耶完成。它也是法国最后一座被人类登顶的山峰。

## 照片

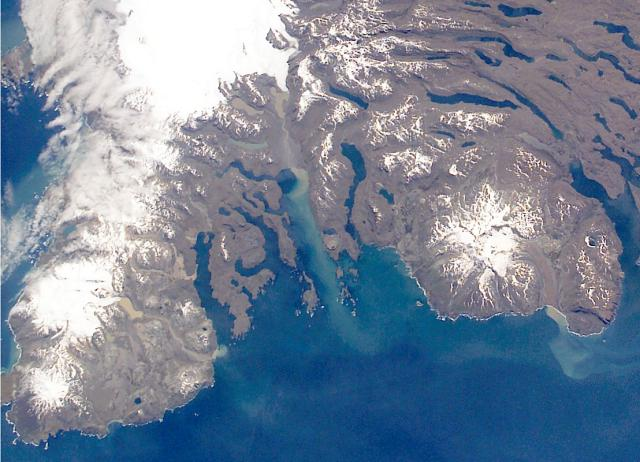
凯尔盖朗群岛南部，右侧的白色区域为罗斯山（图像以北为上），左侧为库克冰川（白色）及拉利耶·迪·巴蒂半岛。
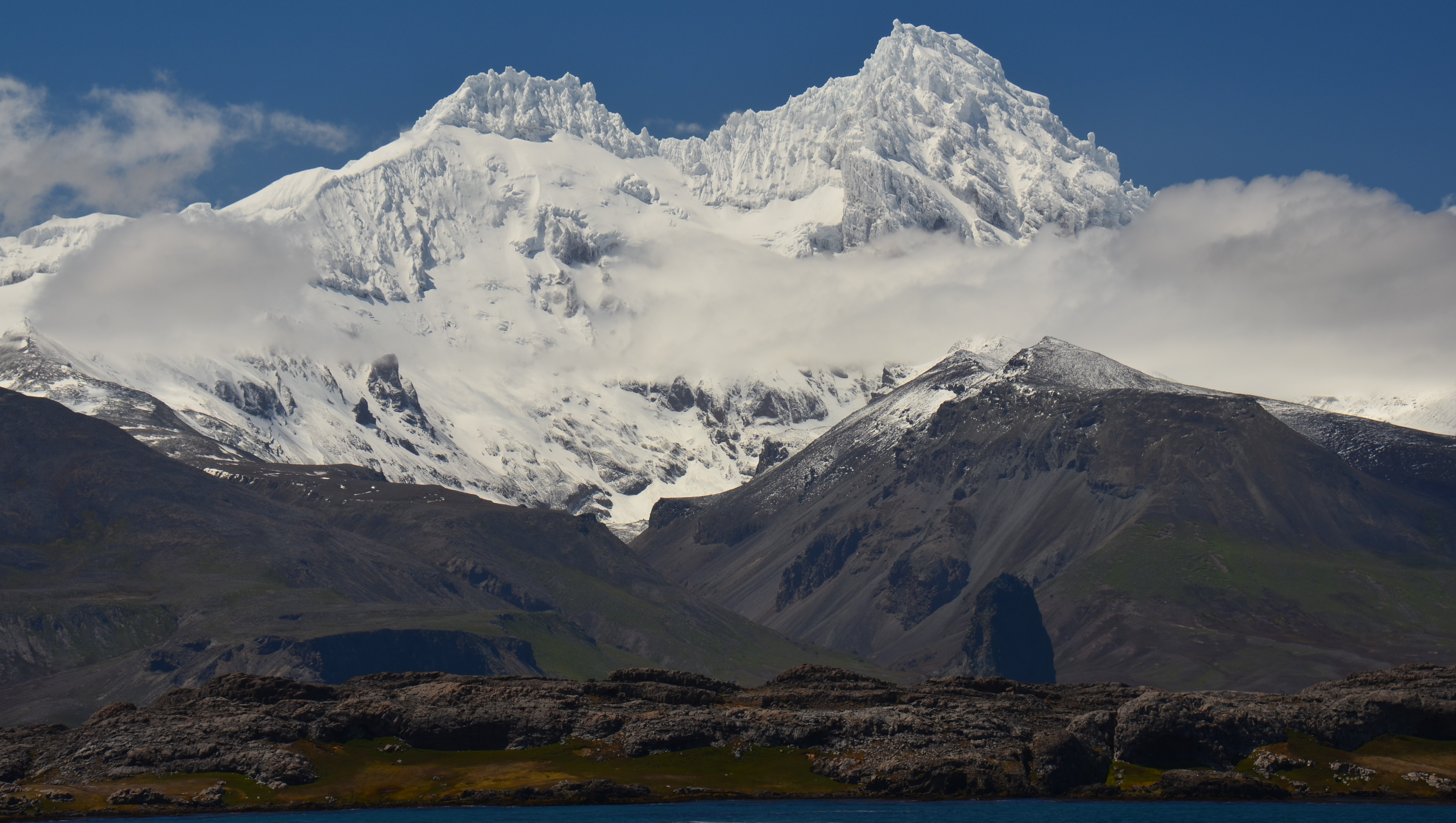
于2013年12月（南半球的夏季）拍摄的罗斯山，取景自法国科研和补给船马里昂·迪弗雷讷号（法语：Marion_Dufresne_(1995)）。

## 外部連結
- 全球火山计划：凯尔盖朗群岛 （页面存档备份，存于）